# Krammer-Volkerak
Krammer-Volkerak
is (nog) geen Nederlands Natura 2000-gebied in de provincies Noord-Brabant, Zeeland, Zuid-Holland. Er geldt de Habitatrichtlijn en Vogelrichtlijn.

Er is een ontwerpbesluit Natura 2000-gebied van 30 juni 2017 maar nog geen besluit.
Het gebied bestaat uit een groot deel water Krammer, Noorder-Krammer, Zuid Vlije en Volkerak maar ook land, de Dintelse Gorzen, Slikken van de Heen (Steenbergen) en de Slikken van de Heen (Tholen).
Dat alles in de gemeenten Goeree-Overflakkee, Moerdijk, Schouwen-Duiveland, Steenbergen, Tholen.
Naast natuurwaarden zijn er in het gebied ook belangrijke vaarwegen tussen de Krammersluizen, Schelde-Rijnkanaal en de Volkeraksluizen. De vaarwaters hier zijn Krammer, Zuid Vlije, Steenbergsche Vliet, Dintel en Volkerak.